# Cazautets
Ancienne communes des Landes, la commune de Cazautets a été supprimée en 1848. Le territoire de la commune a été divisé en deux parties :
- Le bourg de Cazautets a formé, avec la commune de Payros, la nouvelle commune de Payros-Cazautets
- Le hameau de Cazalet a formé, avec la commune de Puyol, la nouvelle commune de Puyol-Cazalet